# Male Krće
Male Krće (en serbe cyrillique : Мале Крће) est un village du nord du Monténégro, dans la municipalité de Pljevlja.

## Démographie

### Évolution historique de la population
| 1948 | 1953 | 1961 | 1971 | 1981 | 1991 | 2003 |
| ---- | ---- | ---- | ---- | ---- | ---- | ---- |
| 150  | 348  | 404  | 370  | 321  | 205  | 142  |